# کابوبلانکو
کابوبلانکو (به انگلیسی: Caboblanco) یک فیلم درام آمریکایی محصول سال ۱۹۸۰ میلادی به کارگردانی جی. لی تامپسون با بازی چارلز برانسون، دومینیک ساندا، پدرو دامیان و جیسون روباردز می‌باشد. از این فیلم به عنوان بازسازی فیلم کازابلانکا توصیف کرده‌اند.

## بازیگران
- چارلز برانسون - گیفورد هویت
- جیسون روباردز - گونتر بکدورف
- دومینیک ساندا - ماری کلر آلساندری
- فرناندو ری - کاپیتان تریدو
- سایمن مک‌کورکیندل - لوئیس کلارکسون
- کامیلا اسپارو - هرا
- گیلبرت رولان - رامیرز
- دنی میلر - هورست
- کلیفتون جیمز - لوریمر[۱][۲][۳]
- پدرو دامیان